# Dirk Schut
Theodorus Cornelis (Dirk) Schut M.H.M. (6 mei 1893 - 1942) was een Nederlands missionaris. Hij werkte van 1923 tot zijn dood in 1942 in Oeganda. Schut hield een dagboek bij tijdens zijn reis per boot en trein naar Oeganda en over zijn belevenissen de eerste twee jaar. Schut was lid van de Congregatie van Mill Hill.

## Biografie
Dirk Schut is op 6 mei 1893 in Castricum in de Nederlandse provincie Noord-Holland geboren als oudste in een welgesteld boerengezin. Zijn ouders waren Frans Schut en Grietje Dekker. In 1907, wanneer hij 14 jaar oud is, vertrekt hij naar het kleinseminarie, een middelbare school voor jongens die priester willen worden. In 1913 vervolgt hij zijn opleiding in het Missiehuis Sint Jozef in Roosendaal. Twee jaar later stapt Schut over naar het seminarie in Londen, waar hij in 1918 in Westminster tot priester wordt gewijd.
Schut werkt een jaar als kapelaan in de Londense wijk Soho, waarna hij in september 1919 wordt aangesteld als leraar aan het kleinseminarie in Tilburg.

### Vertrek naar Oeganda
In december 1923 vertrekt Schut naar Oeganda. Deze reis van 6 weken, per boot en trein, beschrijft hij in een dagboek. Hierin beschrijft hij ook zijn belevenissen gedurende de eerste twee jaar in Nyondo, zijn eerste missiepost. Ngora, Toroma, Nyenga en Kwapa zijn de andere plaatsen waar hij werkt. Op 10 juli 1942 krijgt de familie in Castricum bericht dat Dirk op 19 juni is overleden aan kinderverlamming in het ziekenhuis van Nsambya-Kampala.

### Dagboek
Zeventig jaar lang ligt het dagboek van Dirk Schut bij familie op zolder. In 2015 besluit zijn nicht het krullerige handschrift over te tikken. 
Het dagboek geeft een mooie kijk op het dagelijks leven van een missionaris in Afrika in de eerste helft van de vorige eeuw.
Na het dagboek gaat zij in de familie op zoek naar brieven, ansichtkaarten en foto's, zij bezoekt de archieven van de congregatie waarvoor hij in 1923 was uitgezonden naar Oeganda en gaandeweg ontstaat er zo een beeld van zijn leven, dat op 49-jarige leeftijd in 1942 eindigde. 
Op 19 juni 2019 is het boek in de familiekring ten doop gehouden, in de kerk waar Schut als jongetje zijn eerste dienst bijwoonde. 
Een eerlijk portret, ook voor niet-familieleden van de pater het lezen waard.

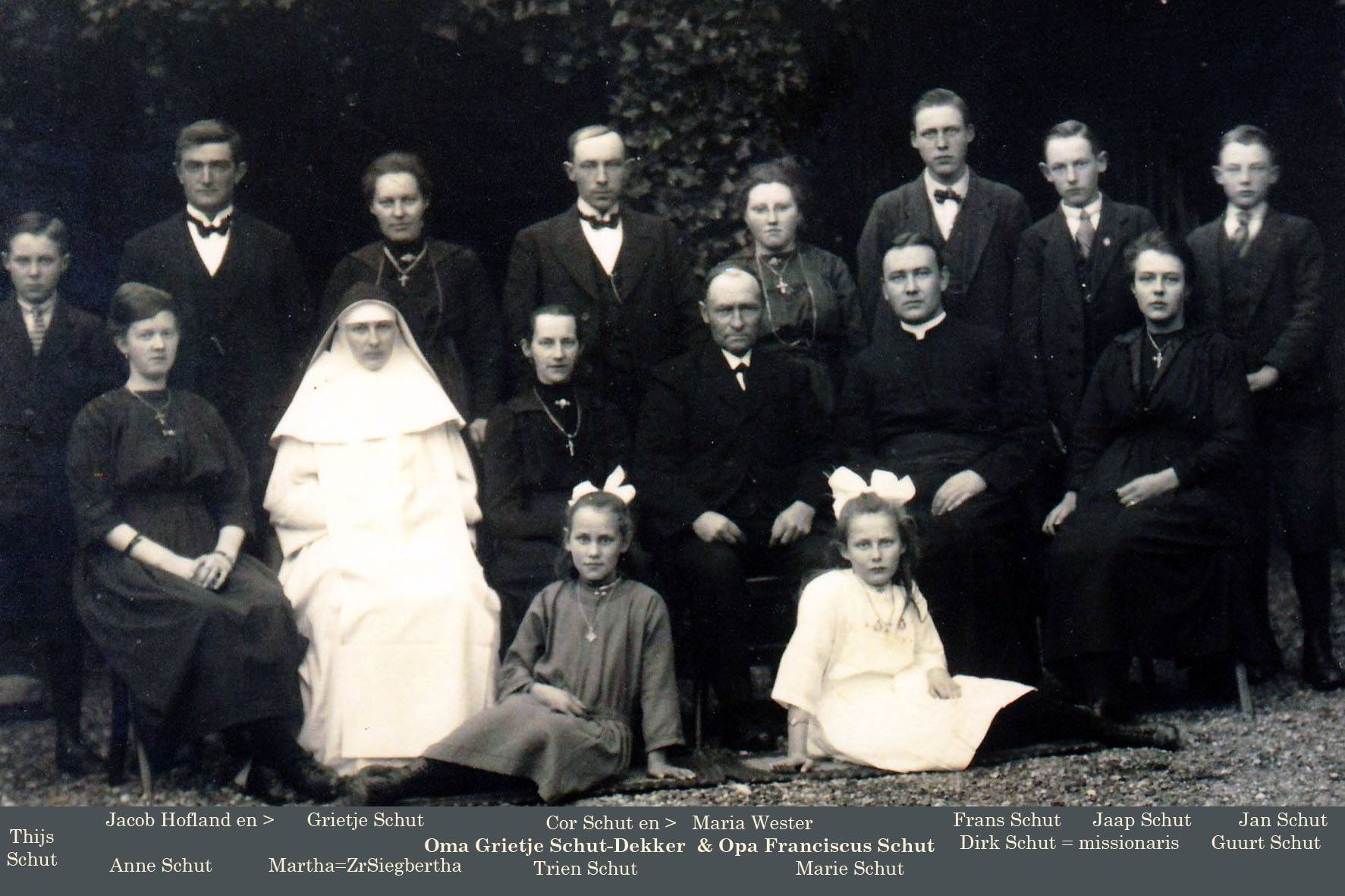
Het gezin van Frans Schut en Grietje Dekker in 1922
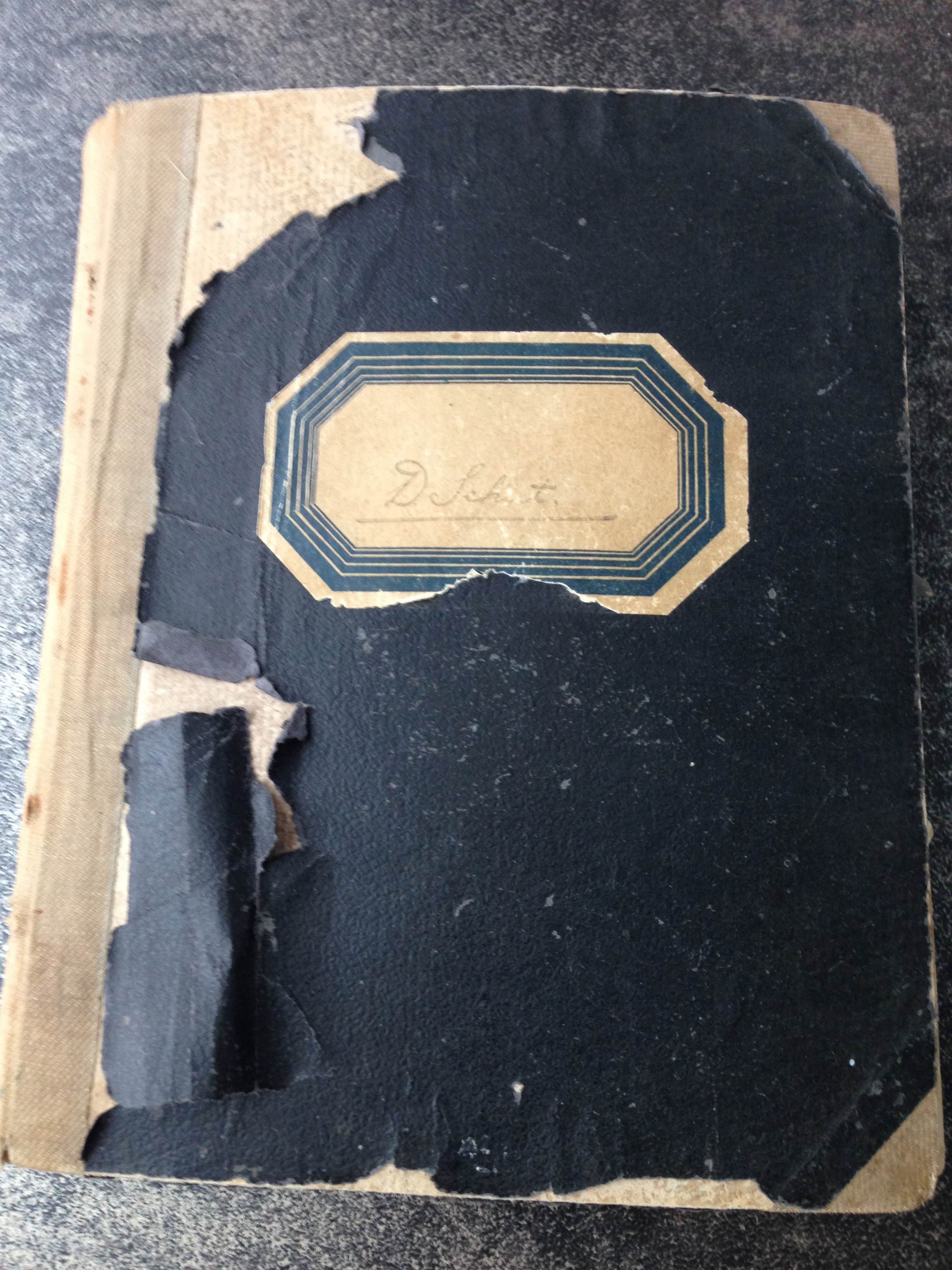
Het dagboek van Dirk Schut
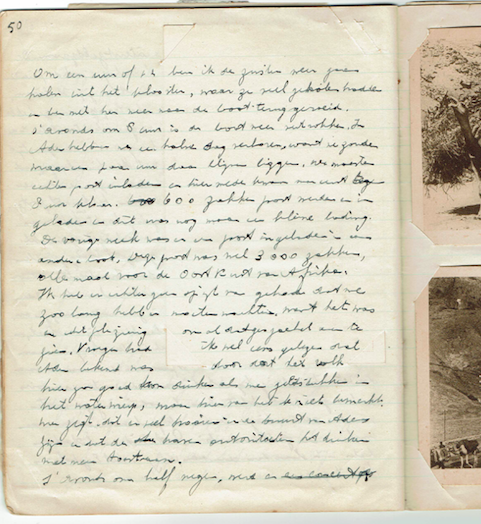